# Lesotho Football Association
Die Lesotho Football Association (LeFA) ist der Fußball-Sportverband vom Königreich Lesotho mit Sitz in Maseru.
Der Verband wurde 1932 gegründet und erhielt 1992 seinen heutigen Namen. 1963 trat er dem afrikanischen Kontinentalverband CAF und 1964 der FIFA bei. Lefa ist zudem seit 1997 Mitglied des Regionalverbandes COSAFA.
Die Lefa organisiert die nationale Fußball-Liga Lesotho Premier League und ist für die Lesothische Fußballnationalmannschaft zuständig. Aktueller (Stand Juni 2023) Präsident ist Salemane John Phafane.